# ロリポップ (ロナルド・アンド・ルビーの曲)
「ロリポップ」 (Lollipop) は、ジュリアス・ディクソン
とビバリー・ロスが1958年にデュオ歌手ロナルド・アンド・ルビーのために書いたアメリカのポップス。
ザ・コーデッツがカヴァーした音源が最も有名である。
本作はアカペラ四重唱の演目として根強い人気がある。

## 原曲
ロナルド・アンド・ルビーはロナルド・ガンプス（Ronald Gumps）と作曲家のビバリー・ロスのレコーディングデュオである。この録音はもともとデモ盤（試作盤）であったが、RCAレコードがこれを獲得、マスター盤を所有しておりこのデモを作成したディクソンもRCAレコードからのリリースに同意した。ロナルド・アンド・ルビーのヴァージョンはヒットチャートの20位にまで上昇したが、異人種同士のデュオだと知れると（作曲家のディクソンとロスのように）、それ迄に契約されていたテレビ出演もキャンセルされ、本作への世間の関心も薄れていった。

## カヴァーバージョン
女性ボーカルカルテットのザ・コーデッツが本作をカヴァー。このヴァージョンはビルボードのポップスおよびR&Bのチャートで各々2位と3位を獲得した。本作は世界的にもヒットし、英国ではザ・コーデッツのヴァージョンが6位、更にザ・マッドラークスがカヴァーしたものが2位になった。2000年に入ってからはウェストライフがカヴァーしている。
アルゼンチンバンドのヴューダ・エ・イハス・デ・ロケ・エンロルは、1980年代半ばに最も有名な2つの「ロリポップ」－ディクソンとロスのバージョンと「マイボーイ・ロリポップ」を改変したものでヒットを出した。原曲のロナルド・アンド・ルビーのヴァージョンも引用している。
またスティーヴン・セガールが自身のアルバム『ソングス・フロム・ザ・クリスタル・ケイヴ』で、更に子供たちのエンターティナー、シャロン・ルイス&ブラムも1995年のアルバム『レッツ・ダンス!』でそれぞれカヴァーしている。
この他にスクィークE. クリーンとデザート・イーグルスが映画『ローラーガールズ・ダイアリー』用に本作をカヴァー、リミックスしている。
ケニー・ロギンスも2009年の自身のアルバム『オール・ジョイン・イン』でカヴァーしている。

## ポップカルチャー
本作は『クレージー・ママ』（Crazy Mama: 1976年）、『グローイング・アップ』（
Eskimo Limon: 1978年）、『グローイング・アップ3/恋のチューインガム』（Shifshuf Naim: 1981年）、『スタンド・バイ・ミー』（Stand by Me: 1986年）、『チキン・リトル』(Chicken Little: 2005年）、『ローラーガールズ・ダイアリー』（Whip it: 2009年）といった映画の中で用いられた。またアメリカのTVドラマ『チアーズ』（Cheers）や『スクラブス（Scrubs）〜恋のお騒がせ病棟』のほか『CSI：科学捜査班』（CSI）でも使われた。
テレビのシチュエーションコメディ『チアーズ』では、登場人物のノームとクリフがヘリウムを吸って声のトーンを高くしてから本作を唄った。
『ザ・シンプソンズ（The Simpsons）』のエピソード「ザ・シンプソンズ番外編特集（The Simpsons Spin-Off Showcase）」では、「シンプソンファミリー・スマイルタイム・バラエティアワー」（Simpson Family Smile-Time Variety Hour）という短編のなかでジャスパーが本作を唄おうとするが、“ポン”という音を出そうとして歯が抜けてしまう。
1977年、『ハッピーデイズ』（Happy days）のエピソード「タイム・カプセル」では、仲間達が偶然地下室に閉じ込められ、ポッティーが本作を唄ってみんなを元気付けようとする。
2005年、『スタッブス・ザ・ゾンビ』（Stubbs the Zombie）というテレビゲームでは、ベン・クウェラーの唄うヴァージョンが用いられている。これはさらに人気ゲーム『デストロイオールヒューマンズ』（Destroy All Humans）でもジャンキーXLによってリミックスされた。
2007年、ハリー・ポッターのパロディ『ポッター・パペット・パルズ』（Potter Puppet Pals）のエピソード「ザ・ミステリアス・ティッキング・ノイズ」（The Mysterious Ticking Noise）で、ヴォルデモードが最後に本作を“ヴォルデモード、ヴォルデモード、オゥーヴォルディ ヴォルディ ヴォルディ ヴォルデモード！ ”と唄っている。
同じく2007年にはレディー・ガガが本作を未公開のレアソング「キャンディ・ライフ」（Kandy Life）に取り入れていたが、2009年に流出した。
アメリカCBSの『コールドケース迷宮事件簿』（Cold Case）のエピソードは本作で始まった。オフブロードウェー演劇の『ザ・マーベラスワンダレッツ』（The Marvelous Wonderettes）でも用いられた。
また本作は1989年より放映されルーン・ラーソンが司会を務めたノルウェー放送協会の番組『ロリポップ』（Lollipop）のテーマソングにもなった。
2009年、デルコンピューターのCMで工場の労働者が本作を唄っている。
2009年の映画『プラネット51』（Planet 51）でも本作をソフィ・グリーンが唄っている。
2012年発売のPS3/Xbox 360用ゲーム『ロリポップチェーンソー』にて、コーデッツ版がサウンドトラックとして使用された。

## 日本でのカヴァー
1958年7月に伊東ゆかりが『ラリパップ（誰かと誰かが）』のタイトルで、日本語の歌詞によりカヴァーしている。
- 日本語詞：音羽たかし／編曲：村山芳男
- 7インチシングル盤：規格品番 EA-46 ／ SP盤：規格品番 CL-245
- コーラス：トリオ・ロス・チカロス・クリスタル・シスターズ[3]

1990年代にファンヒーターのCMに使われたこともある。
2019年2月にまちだガールズクワイアが、アルバム「MGC CLASSICS Vol.2」でカバー。

## 著作権の現況
JASRACには0L1-1606-9 LOLLIPOPとして登録。外国作品／出典：PJ(サブ出版者作品届) 。
出版者はEDWARD B MARKS MUSIC COMPANY。日本でのサブ出版は、2019年現在ソニー・ミュージックパブリッシング A事業部とヤマハミュージックエンタテインメントホールディングスである。